# Uszerszatet

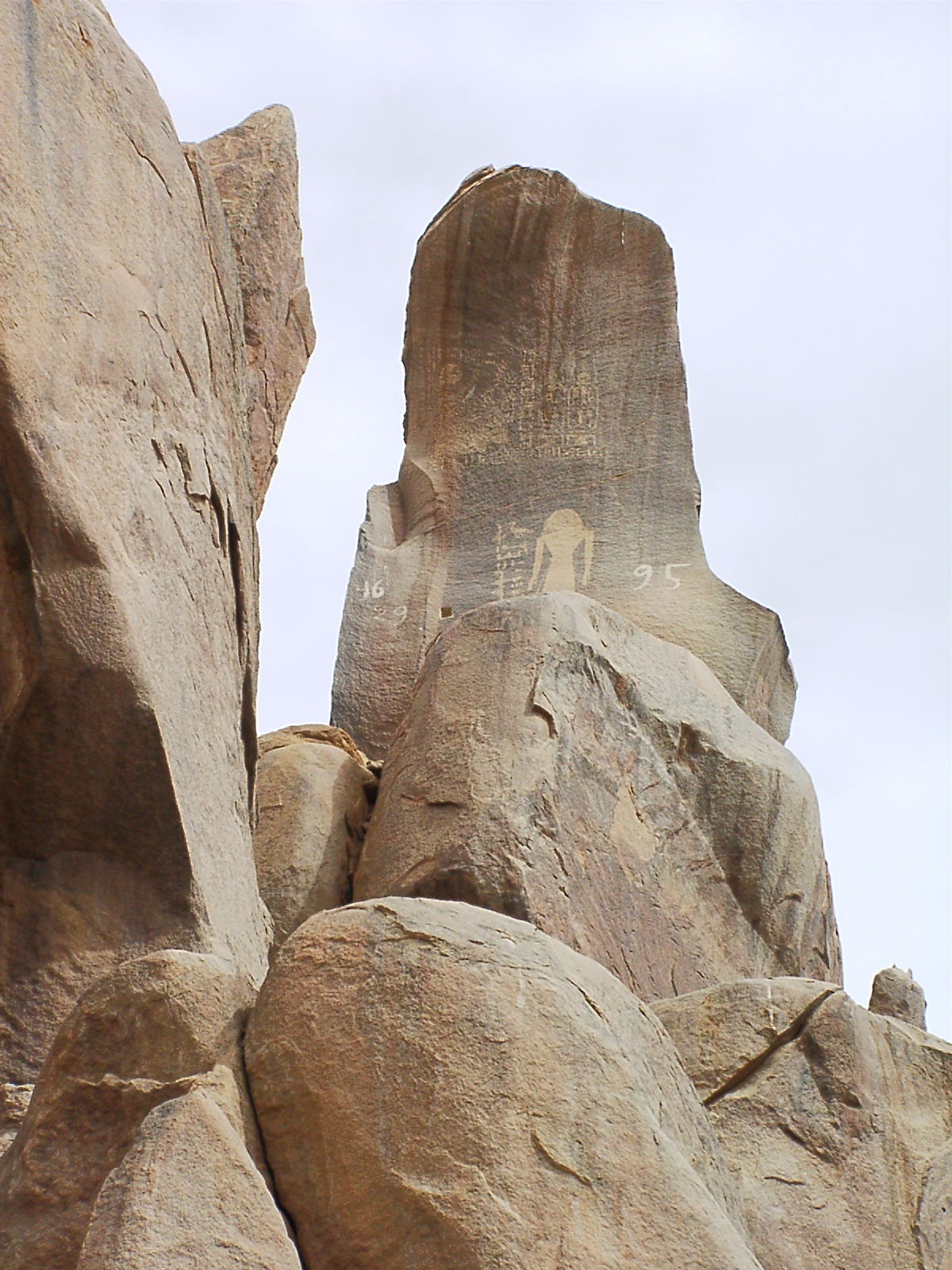
Uszerszatet ábrázolása Szehel szigetén

Uszerszatet (wsr-stỉ.t, „Szatet erős”) ókori egyiptomi hivatalnok, Kús alkirálya, a déli földek felügyelője volt a XVIII. dinasztia idején, II. Amenhotep uralkodása alatt és talán IV. Thotmesz első éveiben.
Valószínűleg Elephantinében vagy környékén született; nevét a város istennője után kapta. Apja neve Sziamon, anyja, Nenwenhermenetesz viselte a „királyi ékszer” címet, ami arra utal, kapcsolatban állt az udvarral, de mást nem nagyon tudni róluk. Uszerszatet valószínűleg a palotában nőtt fel és elkísérte a királyt szíriai hadjáratára. Az alkirályi pozícióban Nehit követte. Öt csatornát tisztított meg Asszuán környékén; a csatornák addigra már több mint 700 évesek voltak és valószínűleg eltömítette őket a homok.
Uszerszatet számos említése fennmaradt, főként Alsó-Núbiában. Kaszr Ibrim környékén kápolnát emeltetett II. Amenhotep tiszteletére. Egy Szemnában talált sztélén fennmaradt a király Uszerszatetnek írt levelének másolata. Egy 2017-ben a Vádi el-Hudiban előkerült sztélé Szatet és Hathor előtt ábrázolja az alkirályt. Mivel életrajzi felirata nem maradt fenn, Uszerszatet életéről és pályafutásáról nem sokat tudunk. Nevét számos helyről eltávolították, így lehetséges, hogy valamikor kegyvesztett lett. Sírját eddig nem sikerült azonosítani. Az alkirályi pozícióban Amenhotep követte.

## Fordítás
- Ez a szócikk részben vagy egészben  az   Usersatet című angol Wikipédia-szócikk ezen változatának fordításán alapul.  Az eredeti cikk szerkesztőit annak laptörténete sorolja fel. Ez a jelzés csupán a megfogalmazás eredetét és a szerzői jogokat jelzi, nem szolgál a cikkben szereplő információk forrásmegjelöléseként.